# Äventyrsfilm
Äventyrsfilm betecknar filmer där äventyret står i centrum. Äventyr som genre kan också gå hand i hand med fantasy, med äventyr i sagornas värld, eller med science fiction, med äventyr på olika planeter.

## Några äventyrsfilmer
- Den vilda jakten på juvelen
- Den vilda jakten på stenen
- Indiana Jones-filmerna
- Jurassic Park-filmerna
- Pirates of the Caribbean-filmerna
- Filmerna om Ringarnas Herre
- National Treasure-filmerna
- King Kong